# San Jacinto, Filippinerna
San Jacinto (Bayan ng San Jacinto) är en kommun i Filippinerna. Kommunen tillhör provinsen Masbate och ligger på ön med samma namn. Folkmängden uppgår till 30 372 invånare år 2015.

## Barangayer
San Jacinto är indelat i 21 barangayer.
| - Almiñe - Bagacay - Bagahanglad - Bartolabac - Burgos - Calipat-An - Danao - Dorong-an Daplian - Interior - Jagna-an - Luna | - Mabini - Piña - District I (Pob.) - District II (Pob.) - District III (Pob.) - District IV (Pob.) - Roosevelt - San Isidro - Santa Rosa - Washington |